# Zigmantas Balčytis
Zigmantas Balčytis (ur. 16 listopada 1953 w Juodžiai w rejonie szyłokarczemskim) – litewski ekonomista, polityk, eurodeputowany VII i VIII kadencji, minister komunikacji w latach 2001–2005, minister finansów w latach 2005–2007, pełniący obowiązki premiera od 1 czerwca do 4 lipca 2006.

## Życiorys
W 1976 ukończył studia na Uniwersytecie Wileńskim ze specjalizacją w zakresie ekonomii i matematyki. W latach 1976–1978 pracował jako inżynier i naczelny inżynier w biurze projektowym w ministerstwie przemysłu spożywczego LSRR. Od 1978 do 1984 był etatowym pracownikiem Komsomołu LSRR. W latach 1984–1989 pełnił funkcję zastępcy dyrektora Litewskiej Filharmonii Narodowej. W latach 1989–1991 był dyrektorem centrum szkoleniowego związków zawodowych. Od 1992 pełnił funkcję dyrektora przedsiębiorstwa przemysłowego, a w latach 1994–1996 zastępcy naczelnika okręgu wileńskiego. Od 1996 do 2000 był zastępcą dyrektora generalnego litewsko-węgierskiej spółki „Lithun”.
Był członkiem Komunistycznej Partii Litwy. W 2000 został członkiem Litewskiej Demokratycznej Partii Pracy, a w 2001 wszedł w skład Litewskiej Partii Socjaldemokratycznej. W 2005 powołany na wiceprzewodniczącego tego ugrupowania.
W latach 2000–2004 sprawował mandat posła na Sejm, został wybrany jako kandydat Litewskiej Demokratycznej Partii Pracy. Zasiadał we Frakcji Socjaldemokratycznej (LDDP-LSDP-LRS). W 2004 został ponownie wybrany do Sejmu jako przedstawiciel Litewskiej Partii Socjaldemokratycznej.
12 lipca 2001 został powołany na stanowisko ministra komunikacji (pełnił tę funkcję do 10 maja 2005). 13 maja 2005 mianowano go na stanowisko ministra finansów. Po rezygnacji Algirdasa Brazauskasa został 1 czerwca 2006 pełniącym obowiązki premiera. 15 czerwca prezydent Valdas Adamkus przedstawił jego kandydaturę na premiera Sejmowi, który 20 czerwca nie wyraził zgody na jego powołanie na ten urząd. 12 lipca 2006 otrzymał nominację na stanowisko ministra finansów w rządzie Gediminasa Kirkilasa. 28 marca 2007 został odwołany ze stanowiska. Funkcję ministra sprawował do 16 maja tego samego roku. W wyborach parlamentarnych w 2008 kolejny raz uzyskał mandat deputowanego, wygrywając już w pierwszej turze w okręgu jednomandatowym. W 2009 został posłem do Parlamentu Europejskiego VII kadencji. W 2012 ponownie wybrany do litewskiego Sejmu, odmówił jednak objęcia mandatu.
W 2014 Zigmantas Balčytis został kandydatem socjaldemokratów w wyborach prezydenckich. W pierwszej turze głosowania otrzymał 13,6% głosów, przechodząc do drugiej tury. W ponownym głosowaniu z 25 maja 2014 przegrał z Dalią Grybauskaitė (dostał 40,1% głosów). W tym samym roku z powodzeniem ubiegał się natomiast o reelekcję do Europarlamentu, uzyskując mandat deputowanego VIII kadencji.
Związał się później z Litewską Socjaldemokratyczną Partią Pracy. Z jej ramienia w 2020 został wybrany do Sejmu w jednym z okręgów jednomandatowych. W trakcie kadencji wstąpił do Frakcji Demokratów „W imię Litwy”. W 2024 po raz kolejny uzyskał mandat deputowanego z listy krajowej (w okręgu jednomandatowym przegrał natomiast z Daivą Žebelienė ze Świtu Niemna).

## Odznaczenia
- Krzyż Komandorski Orderu „Za Zasługi dla Litwy” – 2004[8]
- Medal Rady Bałtyckiej – 2010[9]